# Pteroma nipae
Pteroma nipae är en fjärilsart som beskrevs av Jean Bourgogne 1937. Pteroma nipae ingår i släktet Pteroma och familjen säckspinnare. Inga underarter finns listade.